# دون بوتير
دون بوتير (بالإنجليزية: Don Potter)‏ هو موسيقي أمريكي، ولد في القرن العشرين.

## وصلات خارجية
- دون بوتير على موقع ميوزك برينز (الإنجليزية)
- دون بوتير على موقع ديسكوغز (الإنجليزية)